# Maserati Birdcage75th
Pour les articles homonymes, voir Maserati Birdcage et 75 (homonymie).
La Maserati Birdcage75th est un concept car GT futuriste du constructeur automobile italien Maserati, présentée au salon international de l'automobile de Genève 2005. Elle est baptisée du nom de la série de Maserati Birdcage des 24 Heures du Mans des années 1960, pour le 75e anniversaire de Pininfarina.

## Histoire
Ce concept car futuriste est conçu entre autres par les designers Lowie Vermeersch (en), Jason Castriota (en), et Kiyoyuki Okuyama de Pininfarina, sous la direction de Paolo Pininfarina (fils de Sergio Pininfarina, et petit fils de Gian-Battista Pinin Farina, fondateur de Pininfarina en 1930),. 

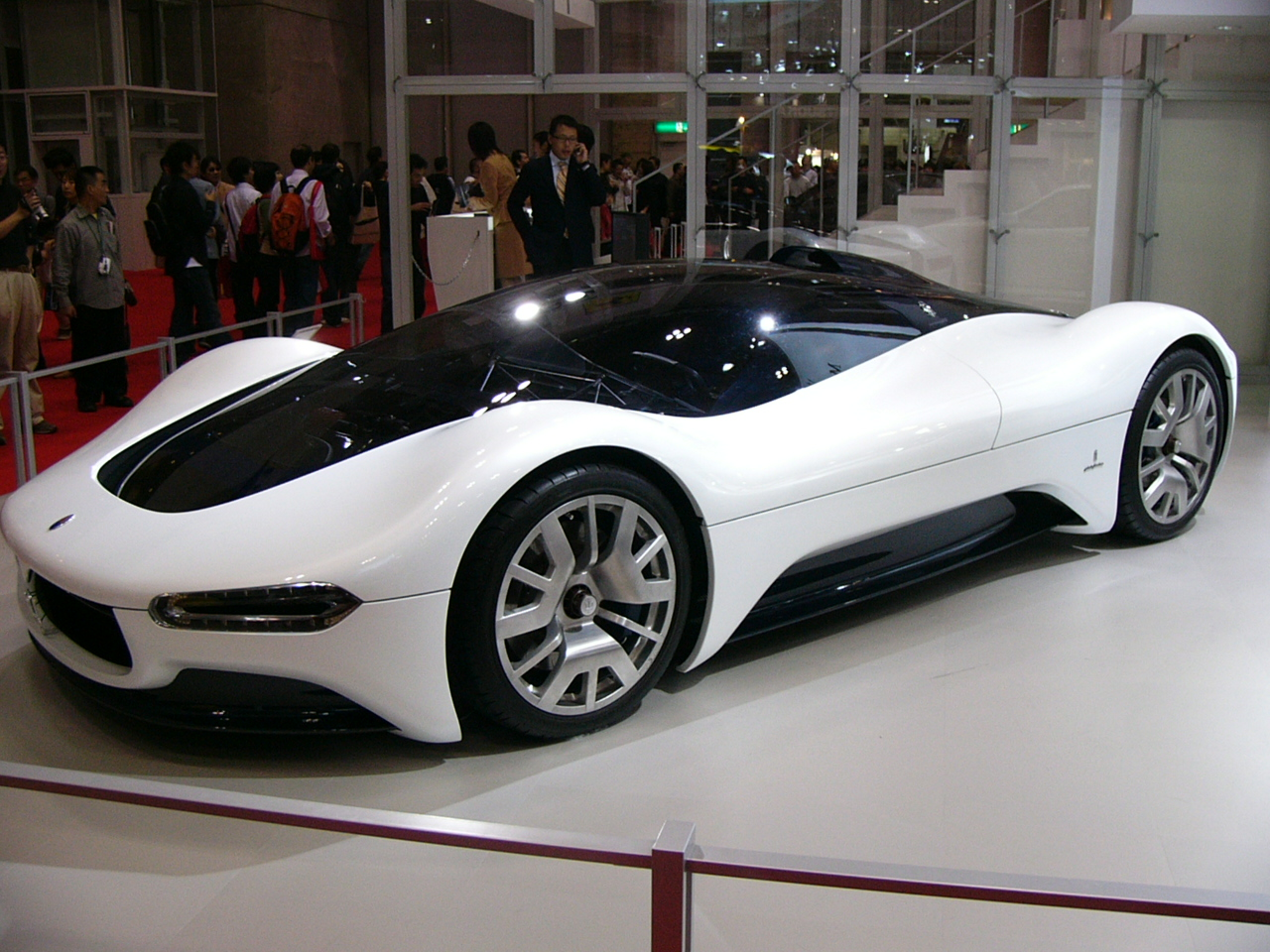
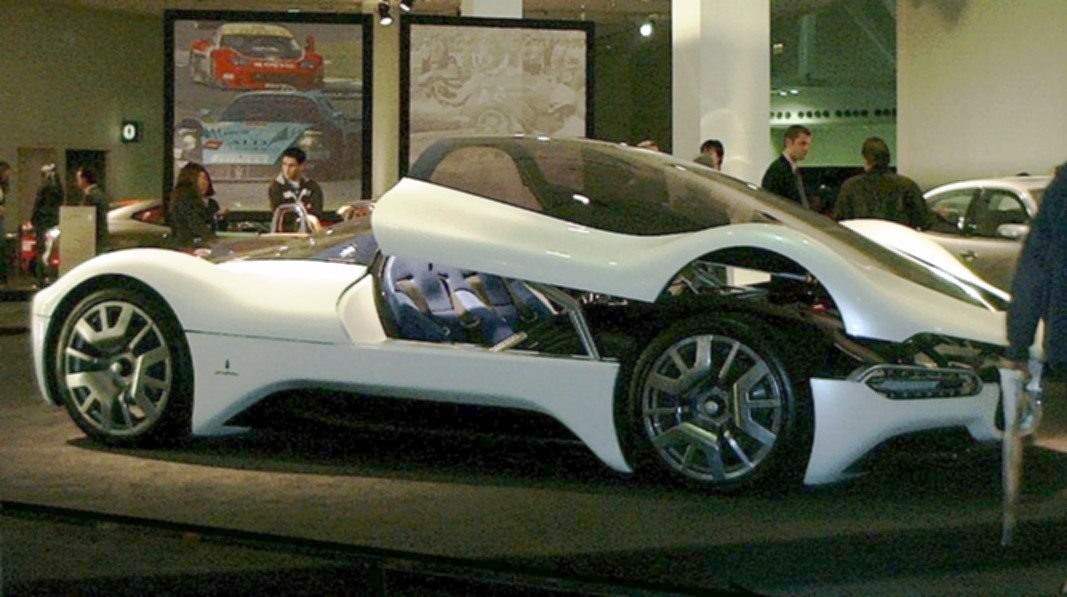
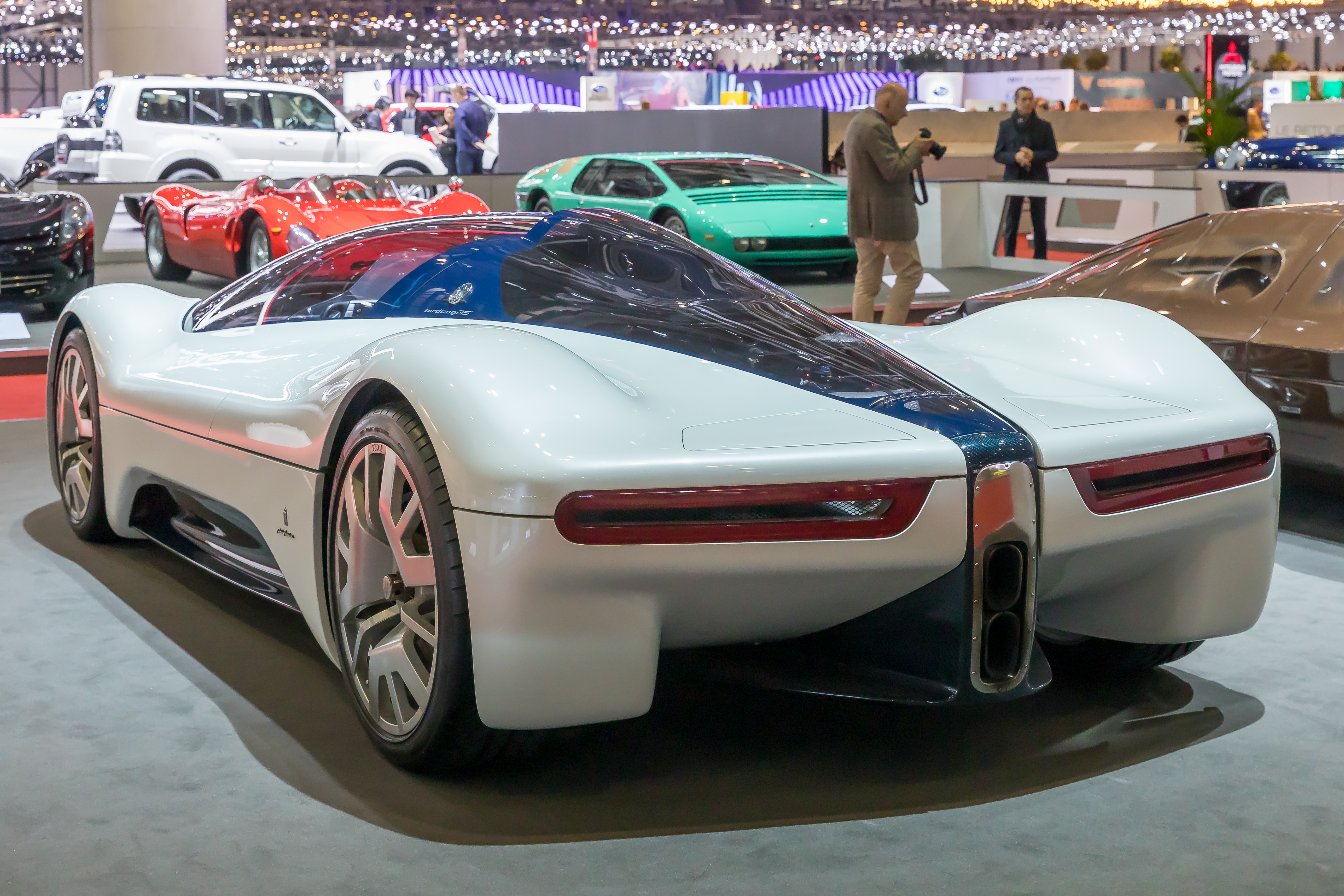

Inspirée entre autres des Ferrari Modulo de 1970, Maserati Boomerang de 1972, ou Ferrari Rossa de 2000..., elle est construite sur la base d'une Maserati MC12 GT1 de 2004, dont elle reprend le moteur V12 6 L porté à 700 ch F140 Ferrari-Maserati (entre autres des Ferrari Enzo Ferrari et Ferrari LaFerrari) avec une carrosserie ultra-basse et aérodynamique, en aluminium et fibre de carbone, un cockpit sans portière inspiré du monde de l'aéronautique, avec volant électronique multifonction Motorola à affichage tête haute, siège baquet, et deux spoilers qui montent automatiquement à vitesse élevée...

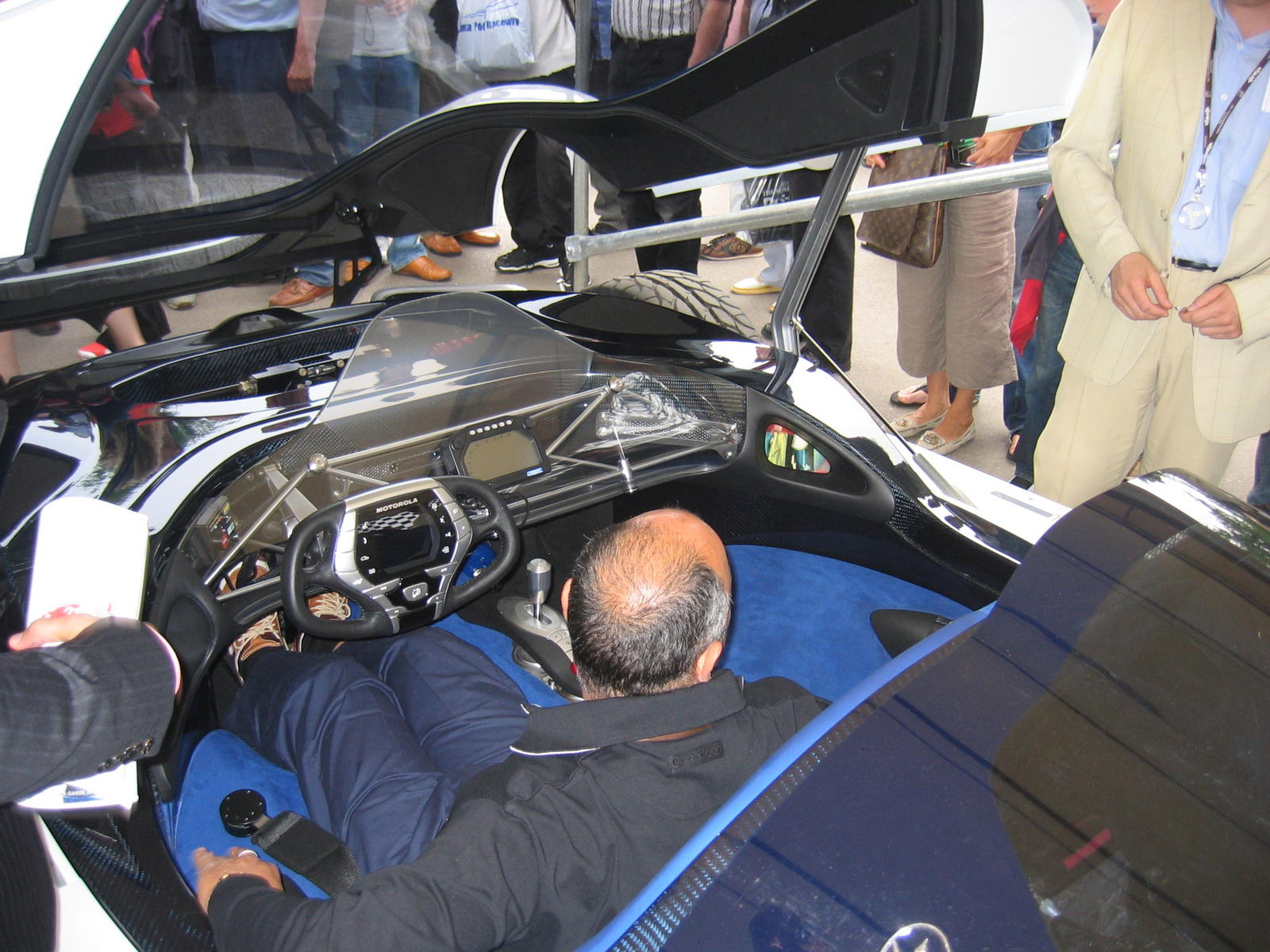
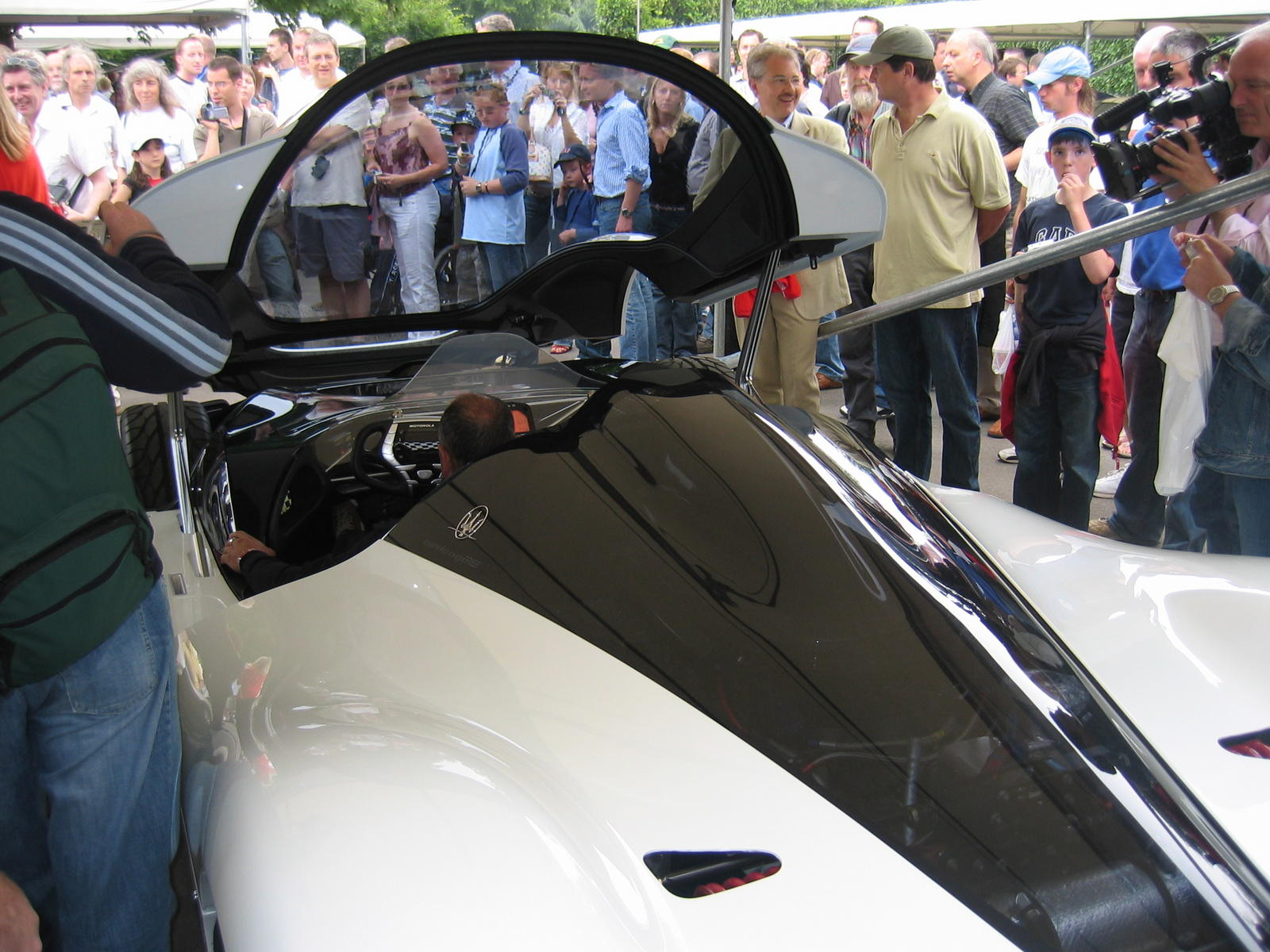
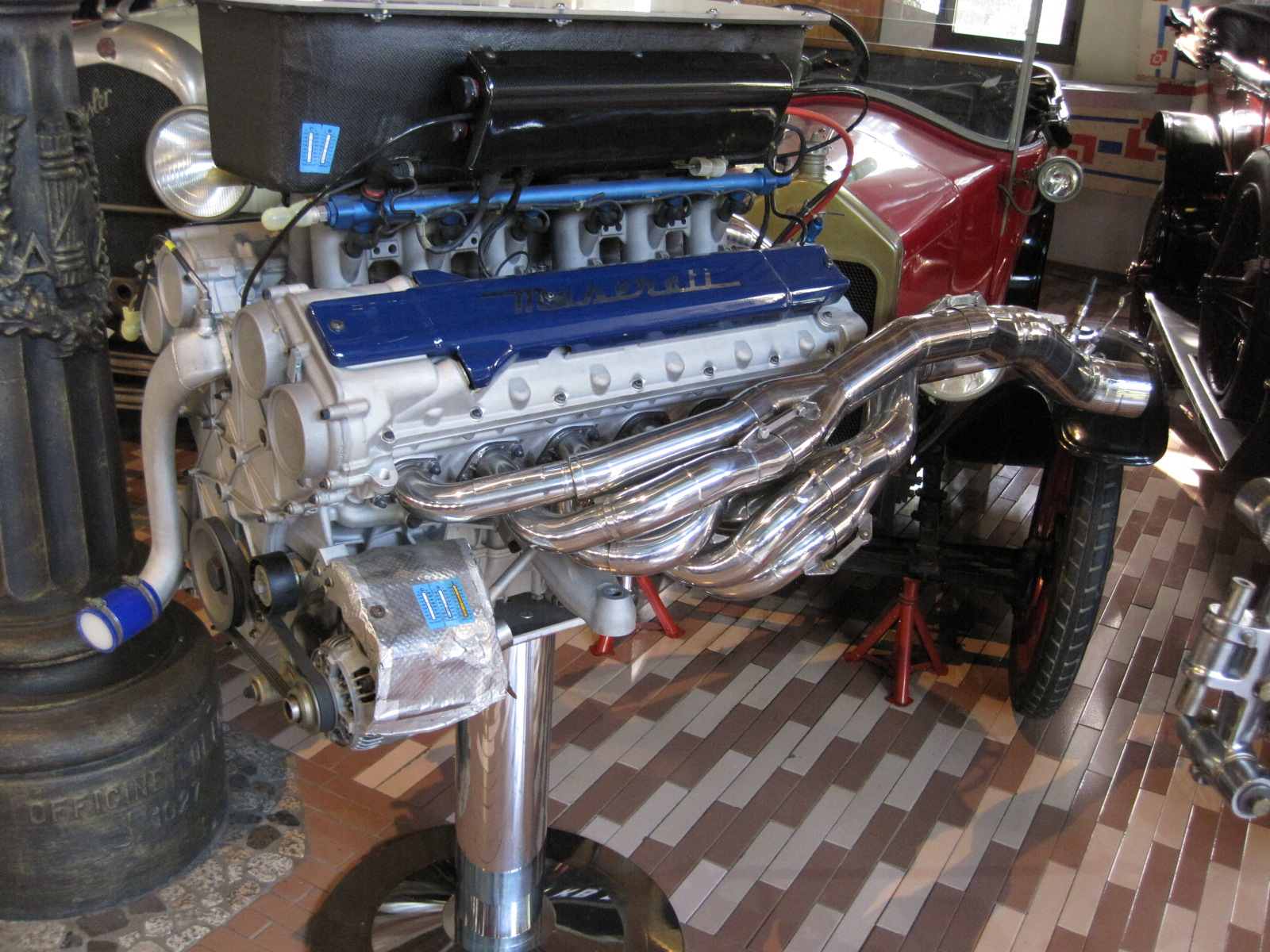

Elle est à ce jour exposée au musée Pininfarina de Cambiano près de Turin (musée d'usine privé, non ouvert au public). 